# تمرد بكر صوباشي
تمرد بكر صوباشي مصطلح يطلق على الأحداث التي دارت في العراق العثماني بين عامي (1621-1624) حيث سيطر الضابط العثماني بكر صوباشي في ولاية بغداد على مقاليد الحكم، وتسبب باندلاع حرب أهلية واجتياح صفوي للعراق في نهاية المطاف.

## نبذة تاريخية
في عام 1606 قام السلطان العثماني بتعيين يوسف باشا والياً على بغداد وبحسب مصادر تاريخية فلم يكن هذا الوالي ذا سلطة واسعة بل كان حاكماً بالاسم فقط بينما كان يدير الولاية كبار موظفي الحكمدارية بالإضافة الى قائد جيشه بكر صوباشي الذي بدأ نفوذه بالتزايد تدريجياً حتى أصبح الحاكم العام في العراق ولم يعد للوالي سلطان عليه.
ففرض صوباشي الضرائب وقتل المخالفين وأرهق البلاد، فتمردت عليه القبائل العربية في جنوب العراق وتحديداً في السماوة والناصرية عام 1622 فخرج لقتالهم واخضاعهم من جديد ونصب ابنه محمد مكانه، فوجد الوالي يوسف باشا في ذلك الحدث فرصة مناسبة للإطاحة ببكر صوباشي فأوكل إلى محمد قنبر آغا تلك المهمة، فتشاور آغا مع فرقة السباهية العثمانية على ضرورة التحرك العاجل لخلع صوباشي، فعرف محمد بن بكر صوباشي و نائبه عمر الكتخدا تلك المكيدة، فتمكن محمد من الهرب فيما القي القبض على عمر الكتخدا واقتيد الى قنبر باشا فأعطاه الأمان على أن يعينه على قتال صوباشي، لكن الكتخدا غدر بقنبر وانضم الى صوباشي.

## التمرد

### الهجوم على الوالي
اغتنم اتباع صوباشي فرصة اجتماع قادة الجيش مع الوالي يوسف باشا فاحتلوا الطرق الرئيسية وهاجموا القلعة بالبنادق وقتلوا الكثير من أتباع الوالي.
ثم قام بكر بحشد اتباعه وحصار بغداد، فخرج الوالي لقتاله مجبراً، فدام القتال بينهم ساعات قليلة حتى انتصر بكر ومن معه، مما اجبر الوالي على اللجوء الى القلعة وتحصينها.

### الاستنجاد بالعُزَّاب
لما شاهد محمد قنبر آغا قرب هزيمة جنود الوالي أرسل برسالة الى ابنه عبدالله الريس يطلب منه حشد أكبر قوة ممكنة من فرقة العُزَّاب (فرقة عسكرية من الجنود الذين أقسموا على عدم الزواج و التفرغ لحياة العسكرية)، لكن الرسالة وقعت في يد جنود بكر صوباشي، فأمر بالقبض على عبدالله الريس، فقاتل بكل ما لديه من قوة حتى قبض عليه ومَثُل أَمام صوباشي الذي أمر به فقطع رأسه فوراً. وبذلك فشلت آخر محاولات الوالي لفك الحصار.

### المعركة الحاسمة
بعد قتل عبدالله الريس عاد صوباشي مسرعاً الى بغداد وعبر بجيشه نهر دجلة وهجم على جنود الوالي المتحصنين في القلعة فدار بينهم قتال شديد استمر لبضعة أيام حتى انكسرت شوكة الوالي فأصابته رصاصة طائشة ومات من فوره.
أما محمد قنبر وابنيه فقد وقعوا في الأسر، فقيدهم بكر صوباشي بسلاسل من الحديد وأمر بأن يوضعوا في قارب مملوء بالكبريت في نهر دجلة وأن تُشعل النار فيه فماتوا حرقاً، وتروي المصادر أن صوباشي على واقفاً على النهر يتشفى بصراخهم.

## الحملات العثمانية لخلع صوباشي

### طلب الاعتراف الأول
بعد إتمام سيطرته على البلاد، قام بكر صوباشي بمراسلة السلطان العثماني مراد الرابع لتنصيبه والياً رسمياً على بغداد، حيث قال في رسالته أنه خلص بغداد من الخائن يوسف باشا وأن أهل العراق اختاروه ليحل مكانه، وفي وقت سابق قام صوباشي بتزييف فرمان سلطاني على أنه قرار تثبيته في الولاية من قبل الباب العالي, بسبب ثقته المفرطة بقبول طلبه.
إلا ان الرد جاء على غير ما كان متوقعاً، فقد عيَّن السلطان سليمان باشا والياً وأمر باعتقال صوباشي بوصفه خائناً. وعين السلطان كذلك علي باشا قائم بأعمال الولاية لحين قدوم الوالي الجديد، لكن صوباشي قام بقتله. فقرر السلطان ارسال حملة لاستعادة السيطرة على العراق.

### الحملة الأولى
جمع حافظ باشا والي ديار بكر بأمر من السلطان قوة عسكرية مكونة من عشرين ألف مقاتل من الأكراد بمساندة واليي مرعش وشهرزور, فتحصن صوباشي في بغداد فور وصول القوات الى اسوارها، ثم أغار عليهم ليلاً فقتل العديد منهم فانهزموا الى ديالى.

### الحملة الثانية
بعد عام على الحملة الأولى تمكن حافظ باشا من جمع قوة ثانية وأغار على عسكر صوباشي، وقتل منهم أكثر من 3000 جندي وأسر 2000، فانهزم صوباشي وعاد الى بغداد ليتحصن فيها ثانياً.

### طلب الاعتراف الثاني ومراسلة الصفويين
ولما طال الحصار قرر بكر مراسلة الصفويين لطلب النجدة وبالمقابل سوف يحكم بغداد كوالي من قبلهم فاستجاب له الصفويين وانطلق والي همدان صفي قلي خان باتجاه بغداد لكسر الحصار عنها.
في الوقت ذاته أرسل صوباشي رسالة الى العثمانيين يخبرهم بتحرك الشاه نحو بغداد وانه الوحيد القادر على صده بمقابل الاعتراف به والي لبغداد لكن جاء الرد بتعيينه ولياً على الرقة. فغضب على السلطة العثمانية وحاول قتل الرسل قبل أن يغير السلطان رأيه ويعينه والياً.

## التحرك الصفوي
كانت خطة العثمانيين ترك صوباشي في وجه المدفع وحيداً في مواجهة الصفويين، فقد نكث بوعوده معهم وطالب الشاه بالانسحاب وبالمقابل سيدفع خسائر الحملة العسكرية من ماله, إلا إن الشاه كان يعد العدة لغزو بغداد منذ سنوات وكانت هذه هي اللحظة المناسبة لفعل ذلك.
وصل الشاه عباس إلى مشارف بغداد بنفسه مطالباً صوباشي بتسليمها مقابل العفو عنه لكنه رفض ذلك وفضل القتال، رغم طلبات الاسناد التي بعثها الى العثمانيين إلا إنهم تركوه لمصيره المحتوم.

### سقوط بغداد
بعد هروب عسكر صوباشي وأقاربه، قام الشاه بمراسلة محمد بن بكر صوباشي سراً يطالبه بفتح أسوار بغداد وبالمقابل يقيمه الشاه والياً عليها خلفاً لوالده، فوافق محمد على ذلك، وفي 28 نوفمبر 1623 فتحت أسوار بغداد للشاه ودخلها دون مقاومة.

### مصير صوباشي وابنه
بعد دخول بغداد قبض الشاه على صوباشي وأُحضِر للمثول أمامه مكبلاً بالحديد، فتعجب صوباشي من رؤية ابنه يجلس قرب الشاه، ولما طلب منه الشاه تبرير أعماله التي وصفها بـ"الشائنة"، يروي المؤرخ عباس العزاوي أن صوباشي رد قائلاً: (أن الأعمال الرديئة هي من ابن الزنا هذا وأشار إلى ابنه وابتدر ابنه بالسب والشتم وبكى).
أمر الشاه بحبس صوباشي بحبسٍ مشدد وأن لا يسمحوا له بالنوم حتى يعترف بمكان أمواله فرفض الاعتراف، فأمر الشاه بقتله كما قتل يوسف باشا فوضع في سفينة في دجلة وصب عليه القطران والنفط ومات محروقاً.
ثم أمر الشاه بابنه محمد فضُربت عنقه.